# Retablos cerámicos de Potries
Los Retablos cerámicos de Potries, son una colección de cuatro retablos cerámicos ubicados en la fachada de cuatro edificios diferentes de Potríes, que presentan diferente catalogación y protección por parte de la Conselleria de Cultura de la Generalidad Valenciana.

## Retablo cerámico de la Virgen de los Desamparados.
Este retablo, de formato rectangular vertical (de dimensiones 0,8x0,6 m), compuesto por 12 piezas de 0,2x0,2 m; está catalogado de manera genérica, y desde el año 1998, como Bien de Relevancia Local, con código identificativo 46.198-9999-000004, y denominación: Retaule Ceràmic de la Mare de Déu dels Desamparats.
Está localizado en la fachada del edificio de la Plaza del País Valencià, 4, en la localidad de Potries, comarca de la Safor de la provincia de Valencia. Se ubica a nivel del primer piso, a la izquierda del balcón. La fecha de construcción es de principios del siglo XIX, presentando en la actualidad un buen estado de conservación, a pesar de contar con leves desconches en la cornisa. Pese a esto, los expertos consideran que el riesgo de destrucción es muy alto; de ahí el interés de su protección a través de la catalogación.

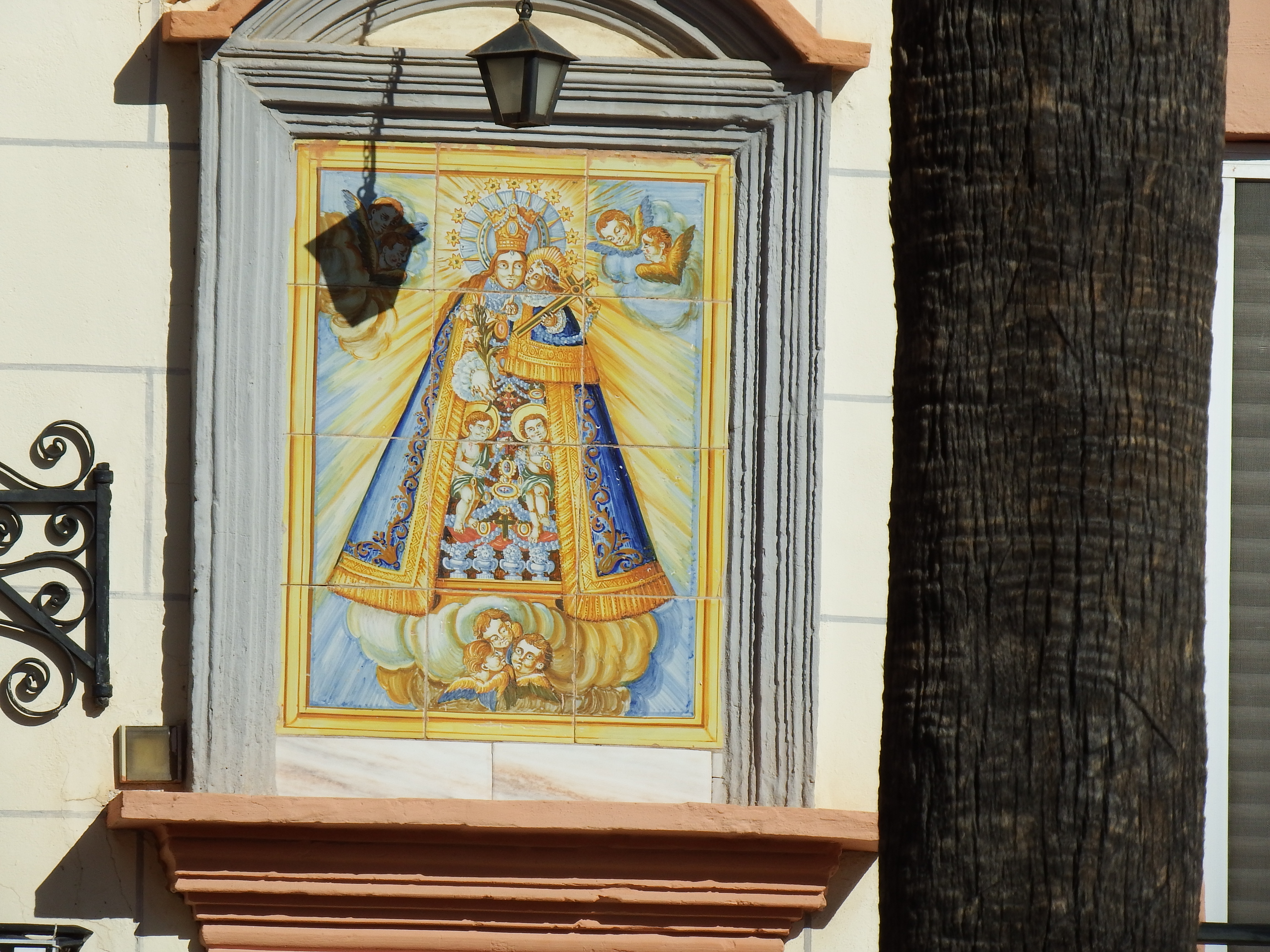

El retablo cerámico es una pieza de excelente dibujo y época, culta y muy bien conjuntada con la hornacina académica (presenta un marco de rico molduraje compuesto, amplia repisa con suelo de azulejos; frontón curvo moldurado cubierto de azulejeria incrustada; conserva gancjo central superior para farol Realizado con molduras de yeso pintadas Tiene un formato rectangular con remate curvo y sus dimensiones son 1,5 x 1 m)
La Virgen está de pie, sobre una peana nubosa, con manto cónico de color azul, coronada y con nimbo ornamentado entre resplandores, además sostiene al niño Jesús en su mano izquierda y en la derecha tiene una vara de azucenas.  La orla tiene bocel y filete amarillo y naranja.
Realizado con pintura cerámica polícroma vidriada sobre fondo estamnífero liso No posee inscripciones.

## Retablo cerámico de la Virgen del Pilar

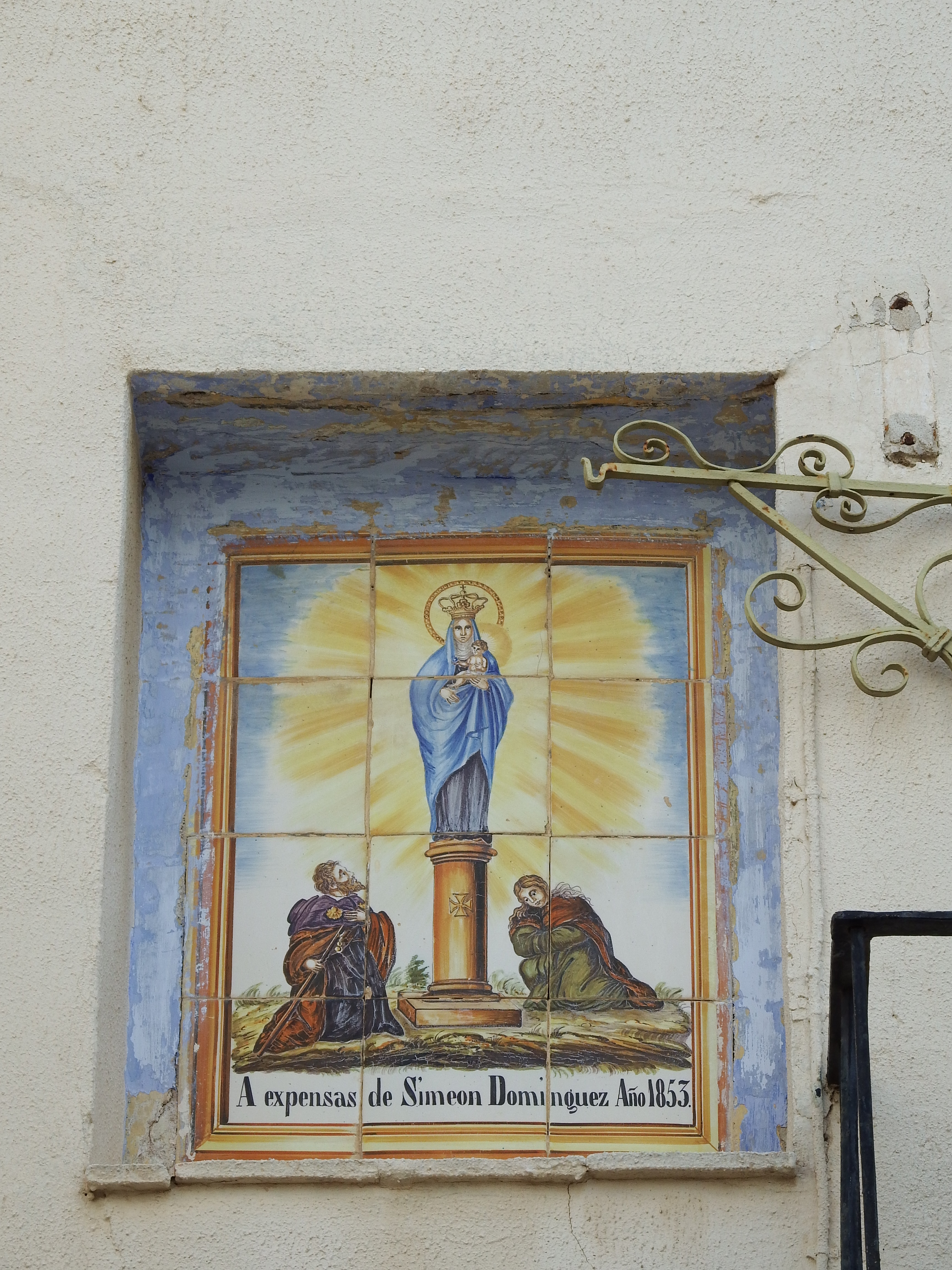

Este retablo tiene un formato rectangular vertical, con dimensiones de 0,8 x 0,6 m, y un total de 12 piezas (de 0,2 x 0,2 m cada una). Presenta una fornícula en forma de un nicho rectangular (con dimensiones de 1,2 x 1 m) encalado y pintado de azul con repisa de azulejos; conserva gancho de hierro forjado de desplazamiento horizontal (a la izquierda) para el farol. Realizado en mampostería enlucida y encalada.
Presenta una protección en forma de catalogación genérica, desde 1998, como Bien de Relevancia Local, con IGPCV: 46.198-9999-000005, y denominación: Retaule Ceràmic de la Mare de Déu del Pilar.
Se ubica a nivel del primer piso, junto al balcón a la derecha del edificio sito en la calle Major 7 del municipio de Potries. Datado de 1853, presenta un buen estado de conservación pero el riesgo de destrucción es alto, y además la pieza de gran interés por estar datada.
La Virgen está de pie, sobre la columna, entre resplandores; a sus pies el apóstol Santiago y un personaje femenino. La orla tiene doble filete amarillo y naranja. El retablo está realizado con pintura cerámica polícroma vidriada sobre fondo estamnífero liso. Presenta inscripciones (abajo sobre franja blanca) : "A EXPENSAS DE SIMÓN DOMINGUEZ. AÑO 1853"

## Retablo del Santo Cristo de la Agonía

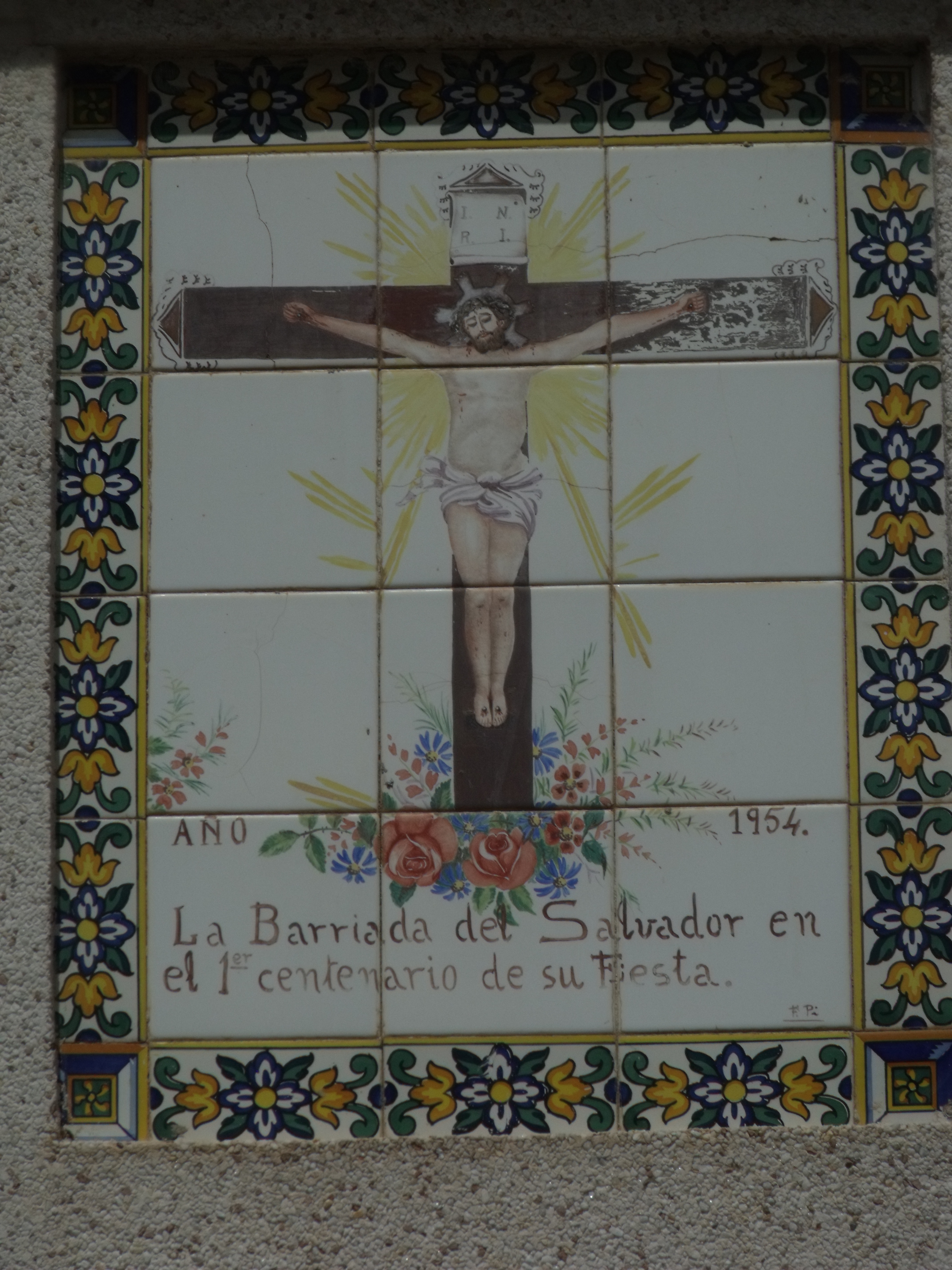

El retablo del Santo Cristo de la Agonía se ubica a la altura del dintel de la puerta de acceso a la casa, situada en el número 15 de la calle San Salvador, de Potries, en el extremo izquierdo de la fachada.
Este retablo, con formato rectangular vertical, cuyas dimensiones son 0,8 x 0,6 m; está formado por un conjunto de 12 paneles (de 0,2 x 0,2 m) , que representan en conjunto al Cristo clavado en la cruz, entre resplandores y con un ramillete floral a sus pies. La orla es exenta de cintetas con flores azules y amarillas.
El retablo está realizado con pintura cerámica polícroma vidriada sobre fondo estamnífero liso. Presenta inscripciones (Abajo) : "AÑO 1954". "LA BARRIADA DEL SALVADOR EN EL 1er. CENTENARIO DE SU FIESTA" (Firmado), "F.P."
Está catalogado como Bien Inmueble de Etnología, desde 1991, con la denominación: Retaule Ceràmic del Sant Crist de la Agonia.

## Retablo Cerámico de San Juan Bautista
A nivel del primer piso, bajo, a la izquierda del balcón, del edificio sito en la calle San Juan Bautista 2 de Potries, La Safor, Valencia, se ubica el retablo cerámico de San Juan Bautista.

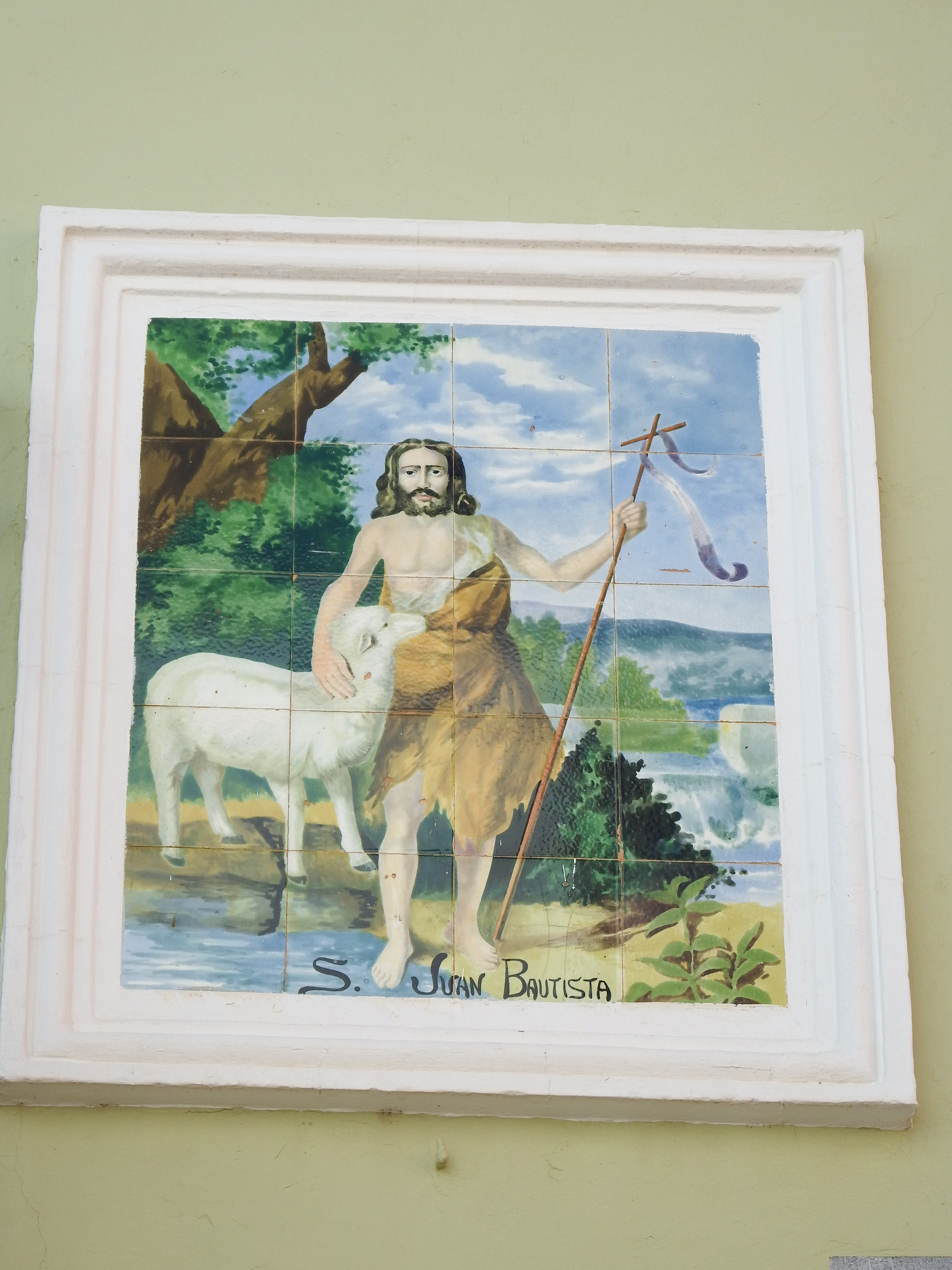

Se trata de una pieza catalogada desde 1991 como Bien Inmueble de Etnología.
El retablo, de formato rectangular vertical y dimensiones son 1 x 0,8 m, no presenta orla, y está realizado con pintura cerámica polícroma vidriada sobre fondo estamnífero liso. Formado por un total de 20 piezas (de 0,2 x 0,2 m) La fornícula presenta un marco de moldura compuesta y de serie Realizado con yeso moldurado y pintado Tiene un formato rectangular y sus dimensiones son 1,2 x 1 m.
El retablo presenta al santo de pie, vestido con la piel, con la cruz y la filacteria en la izquierda, con la derecha sujeta a un cordero, junto a un río y un frondoso paisaje. El retablo presenta inscripciones (Abajo) : "SAN JUAN BAUTISTA"